# Chérancé (Sarthe)
Chérancé è un comune francese di 389 abitanti situato nel dipartimento della Sarthe nella regione dei Paesi della Loira.

## Società

### Evoluzione demografica
Abitanti censiti